# Paractinolaimus microdentatus
Paractinolaimus microdentatus is een rondwormensoort. De wetenschappelijke naam van de soort is voor het eerst geldig gepubliceerd in 1939 door Thorne.